# Badonviller
Badonviller (deutsch Badenweiler) ist eine französische Gemeinde mit 1533 Einwohnern (Stand 1. Januar 2022) im Département Meurthe-et-Moselle in der Region Grand Est (bis 2015 Lothringen).

## Geografie
Die Gemeinde Badonviller liegt am westlichen Rand der Vogesen nahe der Grenze zum Département Vosges, etwa 15 Kilometer von Baccarat und 30 Kilometer von Lunéville entfernt. Der kleine Fluss Blette, ein Nebenfluss der Vezouze, durchquert den Ort.

## Geschichte
Gegründet in gallorömischer Zeit, wurde der Ort im Jahre 1124 erstmals urkundlich als Baldovillare erwähnt. Später belegte Namensvarianten lauten Baltzweiler (1552) und Pfaltzweiller (1665).
Im 13. Jahrhundert wurde er befestigt, die Festungsanlagen wurden allerdings während des Dreißigjährigen Krieges geschleift. Die Stadt war Residenz der Grafen von Obersalm und wurde Haupt- und Residenzstadt des Fürstentums Salm bis 1751, als diese Funktionen nach Senones wanderten. Kurze Zeit später wurde Badonviller Teil des Herzogtums Lothringen und kam 1766 schließlich zu Frankreich.
Während der Industriellen Revolution wurde Badonviller vor allem durch die Textilindustrie geprägt.
Schon gleich zu Beginn des Ersten Weltkrieges waren Badonviller und seine Umgebung Kriegsschauplatz. Die deutschen Truppen eroberten zwischen dem 8. und 12. August 1914 die Orte Blâmont, Cirey und Badonviller und begingen vor allem in den ersten Kriegswochen im gesamten Département Meurthe-et-Moselle Übergriffe gegen die Zivilbevölkerung. Beim Angriff von vier bayerischen Regimentern auf die Stadt Badonviller, die durch französische Chasseurs à pied zäh verteidigt wurde, kamen am 12. August hunderte Soldaten auf beiden Seiten ums Leben. Auf deutscher Seite ist der Name Badonviller durch den vom Regimentskapellmeister des bayerischen Leibregiments, Georg Fürst, zur Erinnerung an den Angriff komponierten Badonviller-Marsch bekannt, der in der Zeit des Nationalsozialismus sehr populär war. Ein Hauptmann des bayerischen 16. Infanterie-Regiments beschuldigte die Bewohner, an den Kämpfen teilgenommen zu haben. Daraufhin wurde der Kirchturm, von dem Schüsse gefallen sein sollen, von deutscher Artillerie zerstört und der Ort niedergebrannt. Der Bürgermeister Benoît erhielt eine Frist von 20 Minuten, um alle Männer auf dem Platz vor der Kirche zu versammeln. Als er zu seinem Haus kam, stand es in Flammen, und seine Frau wurde von marodierenden Bayern erschossen. Insgesamt wurden an diesem Tag zehn oder zwölf Zivilisten exekutiert, andere als Gefangene nach Deutschland deportiert. Am 16. August wurde die Gegend für wenige Tage von den Franzosen zurückerobert, bis diese sich im Verlauf der Schlacht in Lothringen wieder an die Meurthe zurückzogen; württembergische Verbände unter General von Deimling rückten bis Badonviller vor. Der Ort lag für den Rest des Krieges unmittelbar am Frontverlauf. In Frankreich wurden die Geschehnisse in Badonviller zu einem Symbol für deutsche Kriegsgräuel. Ein Denkmal vor der Kirche von Badonviller erinnert an die im August 1914 von bayerischen Soldaten dort ermordeten Zivilisten („assassinées par les bavarois“) sowie an den Einsatz US-amerikanischer Truppen im letzten Kriegsjahr, die in dem Frontabschnitt ein Bunkersystem bei Badonviller unterhielten. 1918 erhielt die Gemeinde wegen ihrer Rolle im Weltkrieg den Ehrentitel Cité martyre.
Badonviller wurde auch im Zweiten Weltkrieg stark zerstört. Die Befreiung von der deutschen Besatzung erfolgte durch die französische 2. Panzerdivision unter Generalmajor Leclerc am 17. November 1944, nachdem zunächst Straßburg eingenommen worden war. in Badonviller gingen rund 600 Deutsche in französische Kriegsgefangenschaft.

### Bevölkerungsentwicklung
| Jahr                       | 1962 | 1968 | 1975 | 1982 | 1990 | 1999 | 2008 | 2020 |
| Einwohner                  | 2143 | 2050 | 1920 | 1812 | 1660 | 1512 | 1598 | 1559 |
| Quellen: Cassini und INSEE |      |      |      |      |      |      |      |      |

## Wappen
Das Stadtwappen trägt in rotem Felde zwei goldene, auswärts gekrümmte Salme, Emblem der Familie Salm aus dem Tal der Salm, ein Nebenfluss der Maas in den belgischen Ardennen. Sie werden begleitet von sieben goldenen Kreuzen. Dieses Wappen führten die Grafen von Salm im Wasgau.

## Sehenswürdigkeiten

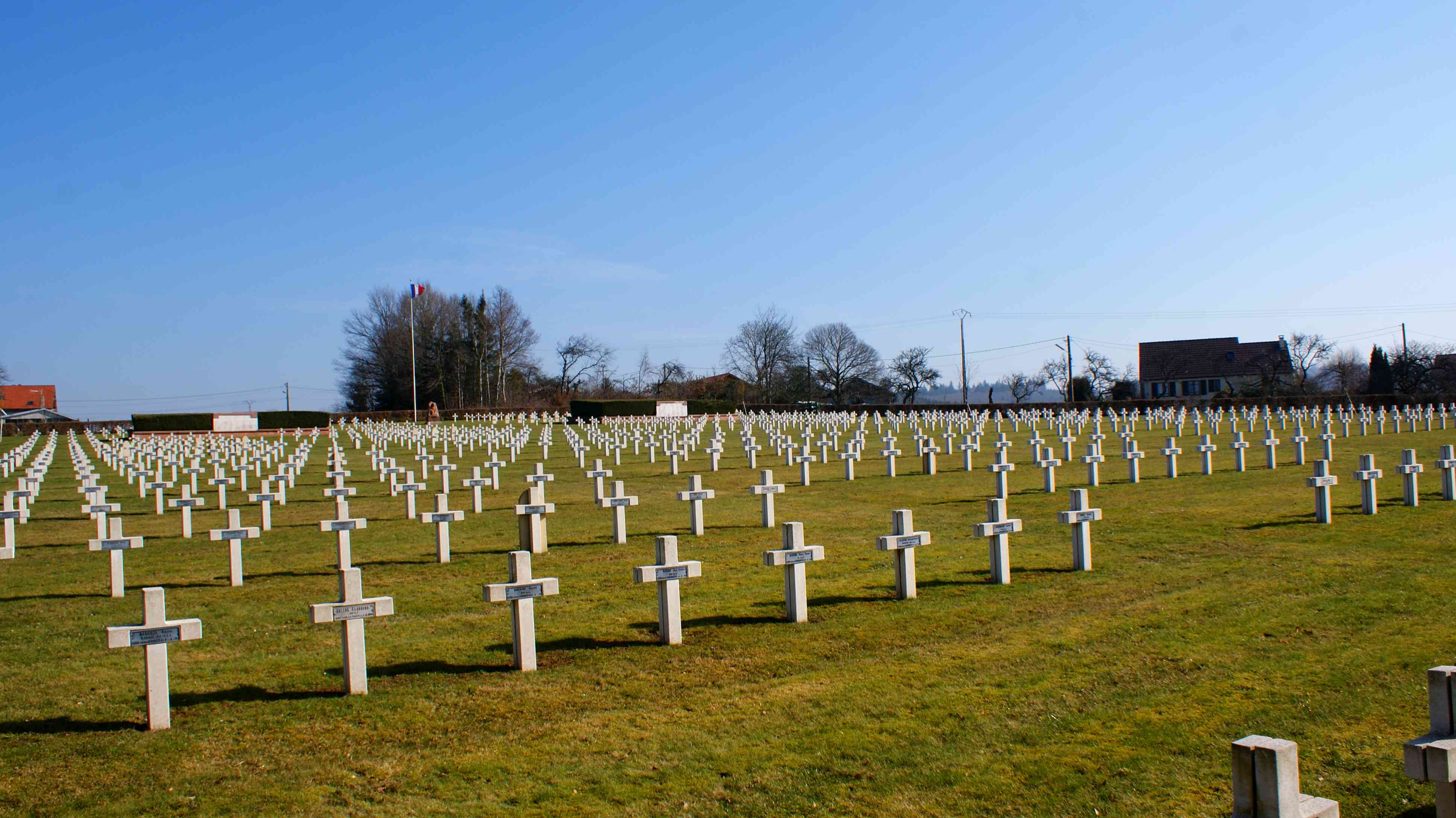
Soldatenfriedhof Badonviller

- Zahlreiche Wasserquellen und verschiedene alte Badehäuser
- Kirche St. Martin: Der ursprüngliche Kirchenbau im Stil Louis XVI. wurde beschrieben als Little Saint Peter in Rom. Der königliche Chefingenieur François-Michel Lecreulx (1734–1812) errichtete 1787/88 den Bau. Neun Tage nach Ausbruch des Ersten Weltkrieges, am 12. August 1914, brannte das Kirchengebäude während der Kämpfe vollständig aus. Bereits 1921 wurde mit dem Wiederaufbau begonnen. Bald hatte St. Martin mit dem bemerkenswerten runden Glockenturm auch alle vier Glocken wieder. Die mächtigste Glocke namens Edith wiegt 2150 kg. Ihr Glockenschlag erinnert an Big Ben in London. Ihre Orgel ist eine Arbeit von Ernest Jacquot, Orgelbauer aus Rambervillers.
- Der Sherman-Panzer Mort-Homme von Leclercs 2. Panzerdivision: Der Panzer wurde hier am 17. November 1944 beschädigt und ist seitdem in Badonviller ausgestellt.

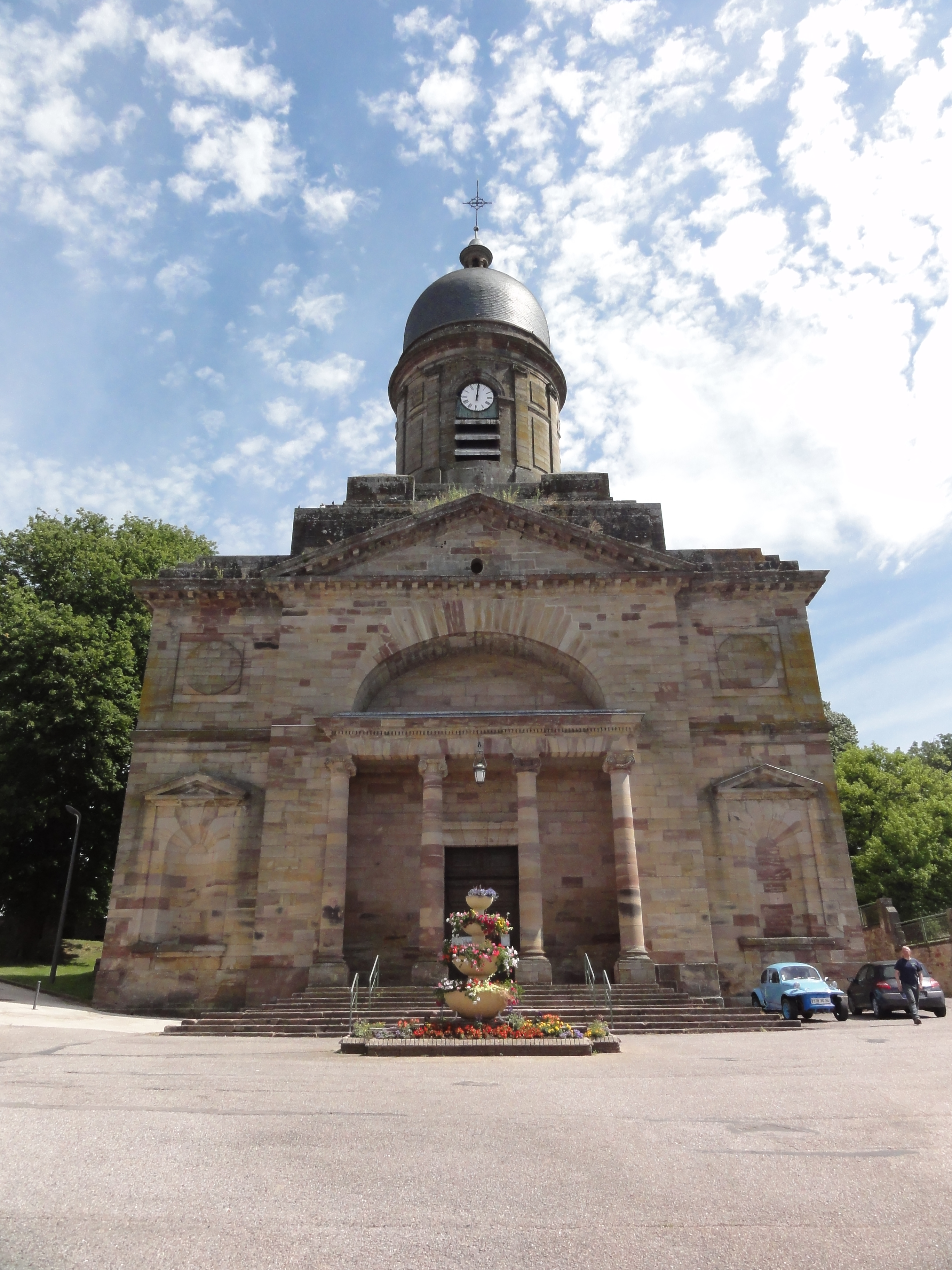
Kirche Saint-Martin
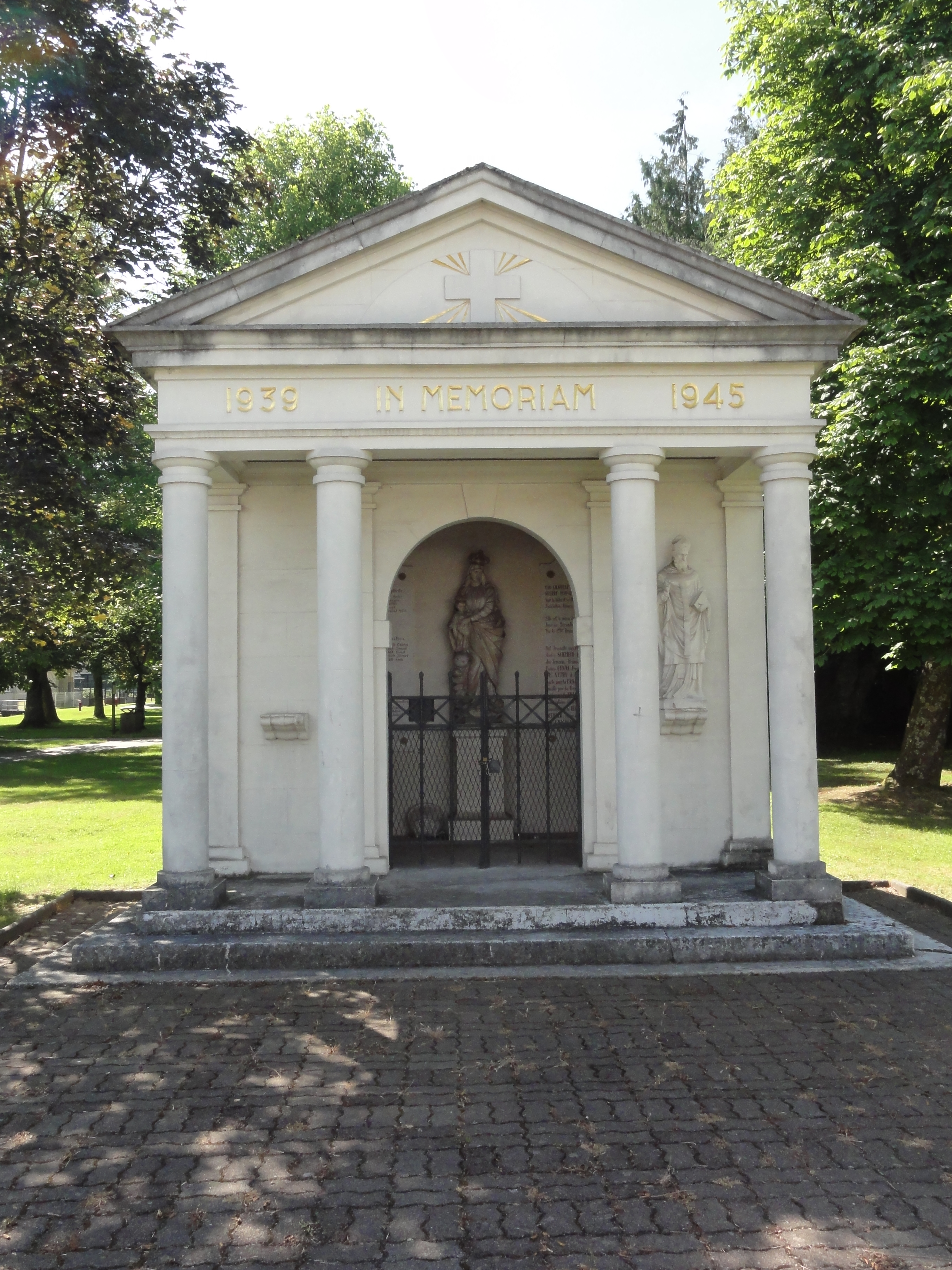
Gedenkkapelle
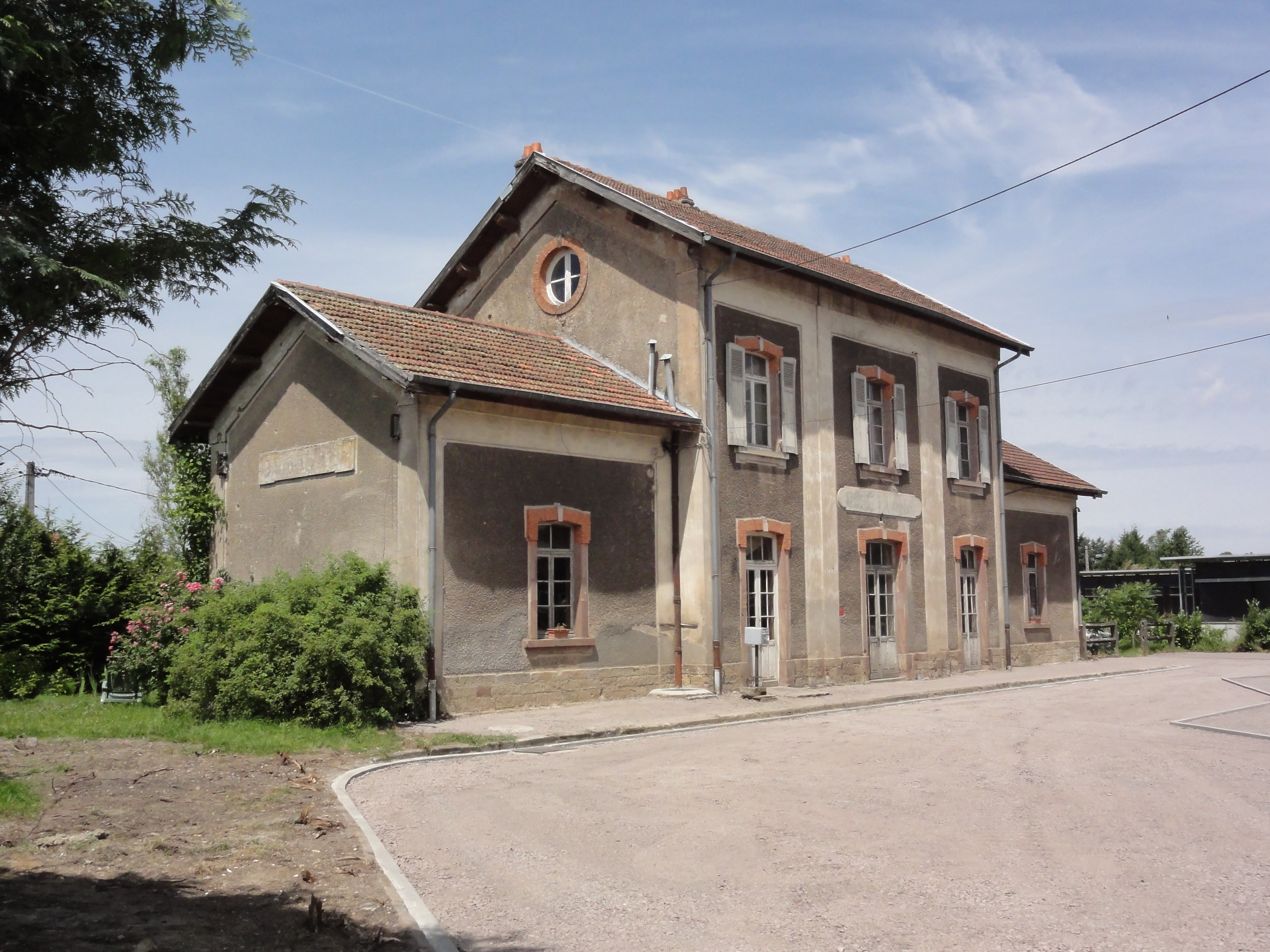
Bahnhof Badonviller
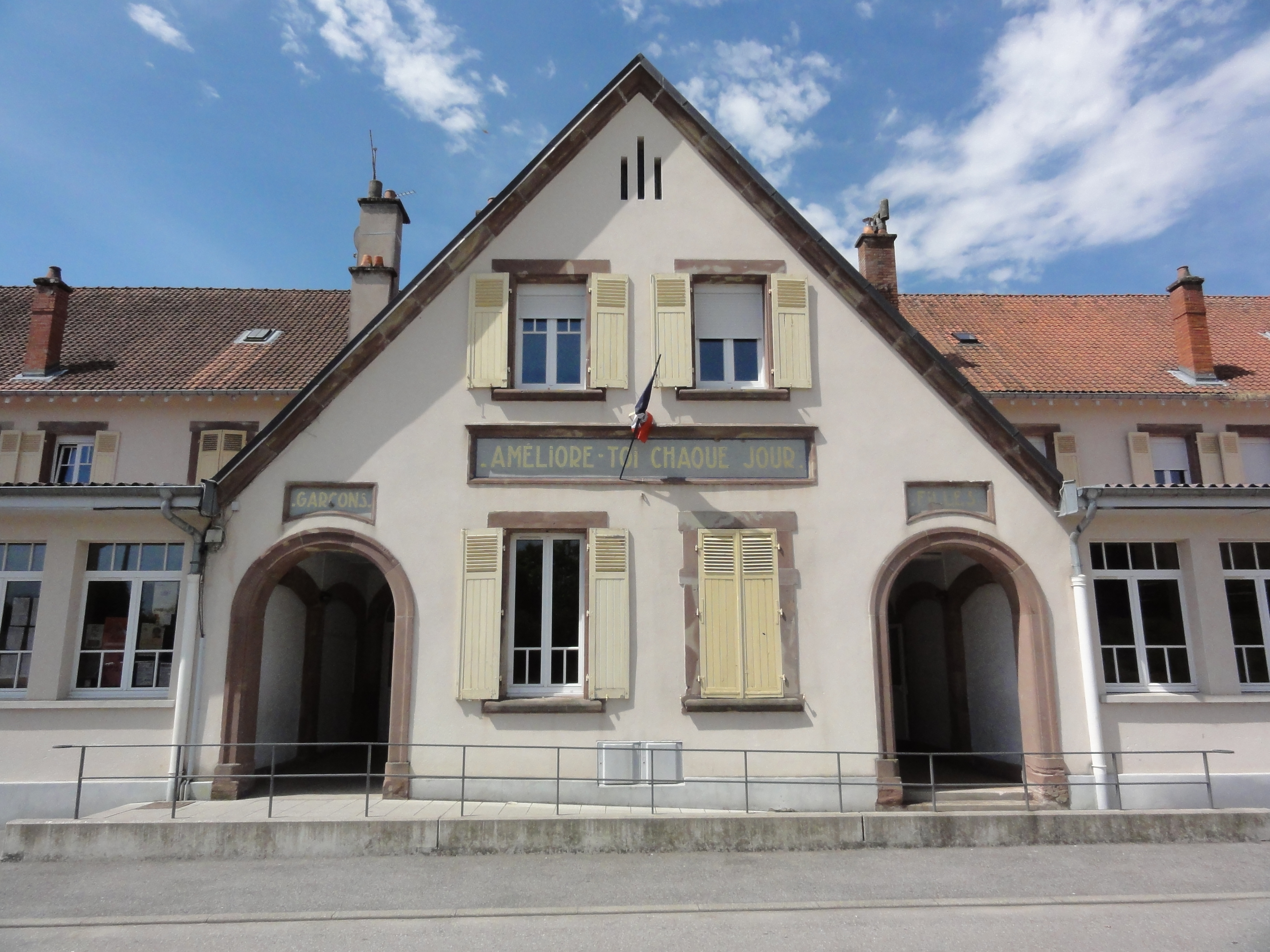
Schule
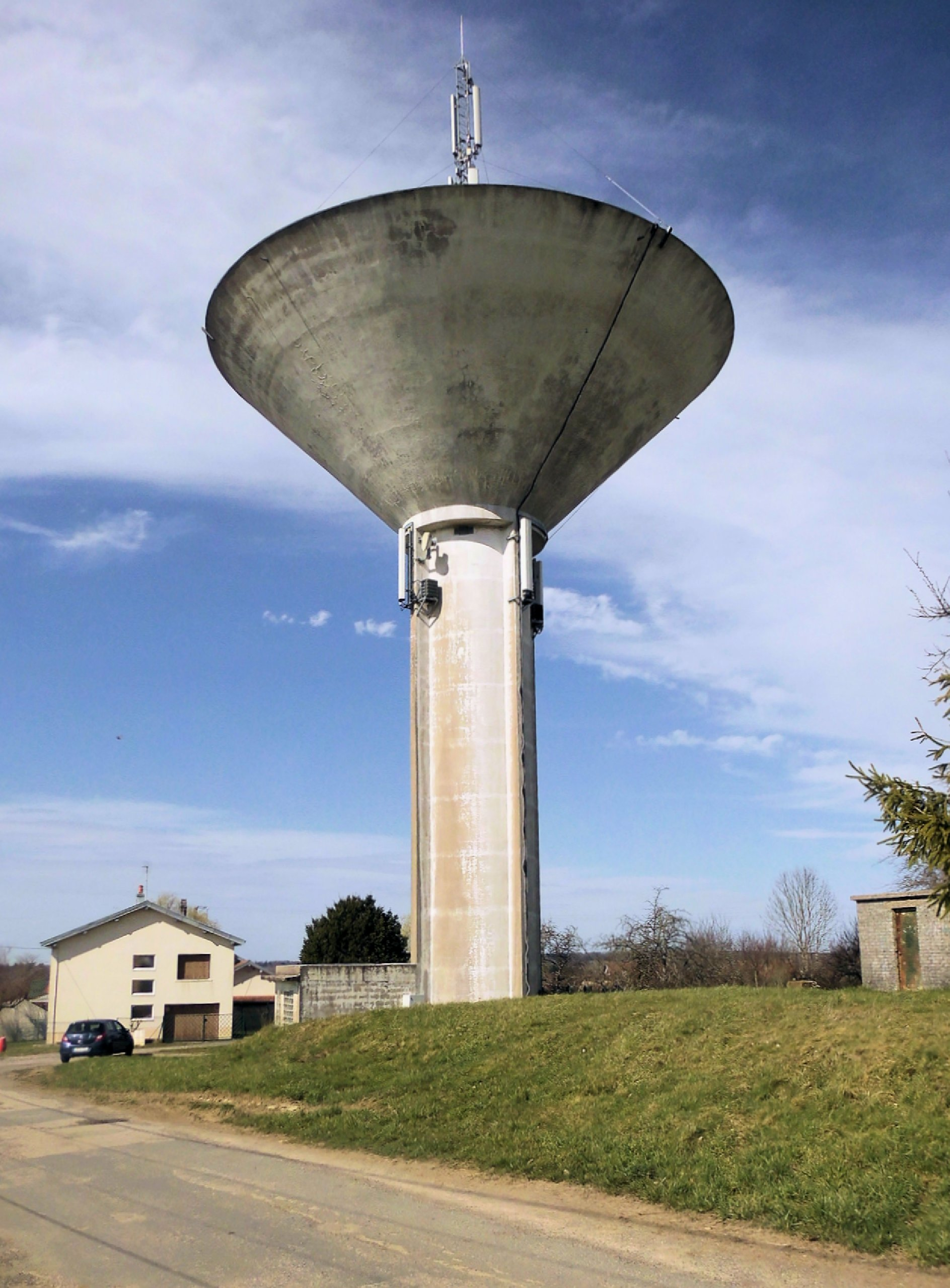
Wasserturm

## Persönlichkeiten
Der Astronom Charles Messier (1730–1817) und der Maler Jean-Baptiste Claudot (1733–1805) sind die bekanntesten Söhne der Stadt.